# Ciudad del Sol (utopía)

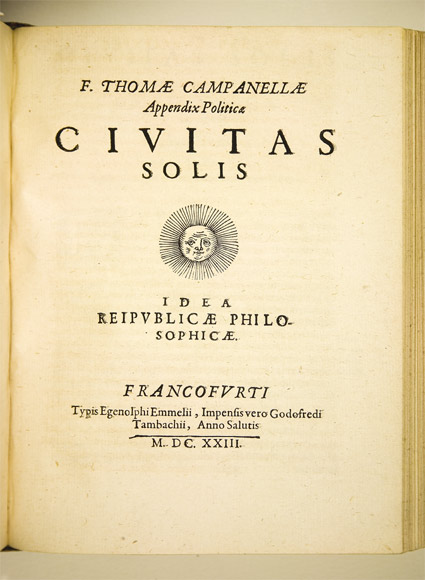
Portada de la primera edición de Civitas Solis (Frankfurt, 1623).

Ciudad del Sol (en latín, Civitas Solis) fue una obra escrita por el fraile dominico italiano Tomás Campanella en 1602 durante su estancia en la cárcel de Nápoles por haber promovido un intento de insurrección en Calabria en 1599 contra la Corona española «prometiendo a los que le siguieran una república comunista fundada en la concordia y en el amor». Junto con la Utopía de Tomás Moro —que influyó en Campanella a través de la utopía de Anton Francesco Doni, El mundo prudente e insensato (1552)—, Ciudad del Sol constituye la obra utópica más importante de los inicios de la Edad Moderna, y al igual que Utopía se inspira en la La República de Platón, pero no toma como referencia el humanismo de Erasmo, como hace Moro, sino el misticismo milenarista medieval. En este sentido, La Ciudad del Sol, como ha señalado Jacques Droz, «es a la vez una obra teocrática y comunista». Por otro lado, también se percibe la influencia del filósofo racionalista y naturalista Bernardino Telesio con quien se había educado Campanella.
Civitas Solis fue publicada en Frankfurt en 1623, cuando Campanella todavía seguía en prisión —sería liberado tres años después—.

## Contenido
La obra está estructurada en forma de diálogo entre un caballero de la orden de Malta y un navegante genovés, quien le cuenta a aquel la forma de vida de una ciudad situada en la isla de Taprobana (que algunos identifican con la actual Sri Lanka) y que ha conocido durante su viaje alrededor del mundo.

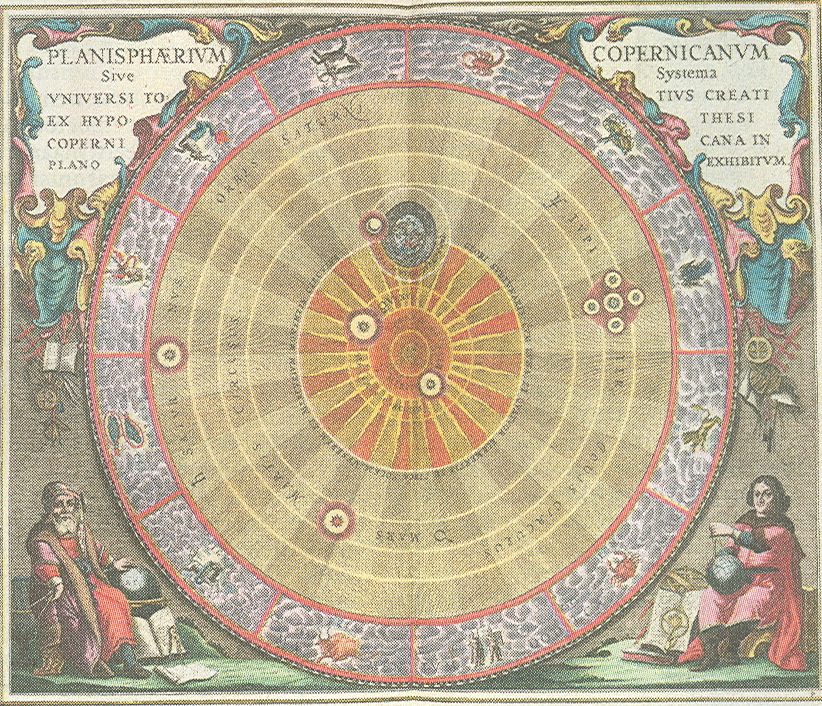
Sistema heliocéntrico de Copérnico, según Andreas Cellarius, en el que se inspiró Campanella para diseñar su Ciudad del Sol

La Ciudad del Sol se encuentra en la cima de una montaña y en su centro se ha levantado un templo circular consagrado al sol, que se encuentra rodeado por siete murallas también circulares, cada una de ellas dedicada a uno de los siete planetas —reproduciendo así el sistema heliocéntrico de Copérnico—, y cuyos muros están recubiertos con todo el saber de su tiempo para que sus habitantes puedan acceder fácilmente al mismo.
La ciudad está gobernada como suprema autoridad espiritual y temporal por Hoh el Metafísico (el Sol), al que acompañan tres ministros o príncipes —Pon (Poder), que manda en todo lo relativo a la defensa; Sin (Sabiduría), que se ocupa de la educación; y Mor (Amor), encargado de la sanidad y de la política reproductiva—, todos ellos elegidos por sus conocimientos científicos. «¿Por qué gobierna el Sol? La respuesta la ofrece el contexto cultural: si Nicolás Copérnico (1473-1543) situó este astro en el centro del Universo, Campanella fue más allá y lo hizo presidir la república de los hombres».
Una de las funciones primordiales de la ciudad-estado es proporcionar a sus habitantes una educación rigurosa y completa basada en la «gramática filosófica» y la experiencia, tal como recomendaba el filósofo Telesio. Según Campanella, desarrollar la cultura era una forma de hacer frente a los ricos y al poder que siempre mantienen en la ignorancia al pueblo para asentar su dominación, y también de asegurar el bienestar de la comunidad. Así en la Ciudad del Sol son descritas fantásticas innovaciones técnicas como los arados de vela o los barcos de fuelles y ruedas. Según Evelio Moreno Chumillas, este es el rasgo esencial de la Civitas Solis, «la comunidad del saber y la educación de sus habitantes desde temprana edad».
Todos los ciudadanos trabajan colectivamente cuatro horas al día, comen y duermen en común, y comparten los bienes, las mujeres y los hijos, constituyendo así un régimen de comunismo radical, en el que el egoísmo no tiene cabida, pues «perdido el amor propio, solo queda el amor a la comunidad». Las relaciones sexuales están estrictamente reglamentadas por el ministro Mor que selecciona a las parejas por sus cualidades físicas y morales pues los solarianos o solares «no comprenden cómo se pone tanto cuidado en mejorar las razas de animales domésticos y se suele dejar al azar y a la rutina la reproducción de la especie humana». También se regula el momento de la procreación pues ésta tiene que darse en los tiempos favorables determinados por la conjunción de los astros. Las mujeres estériles no reciben los mismos honores que las fértiles, mientras que los varones que guarden castidad mucho tiempo «serán felicitados y celebrados con versos en las asambleas públicas». Con todas estas medidas se pretende que reine la virtud y que desaparezcan el robo, el asesinato, el libertinaje, el incesto y el adulterio.
La religión que profesan los solarianos o solares es una forma de deísmo, pues su único precepto es el reconocimiento del Creador. Según Jacques Droz, en ella subyace «una viva hostilidad al ascetismo cristiano: no cree en la corrupción del pecado original, tampoco condena ningún placer de la vida; la severa reglamentación del amor no excluye la legítima satisfacción del instinto sexual; y en la ciudad la privación de las relaciones amorosas se incluirá en el conjunto de las sanciones penales».

## Valoración

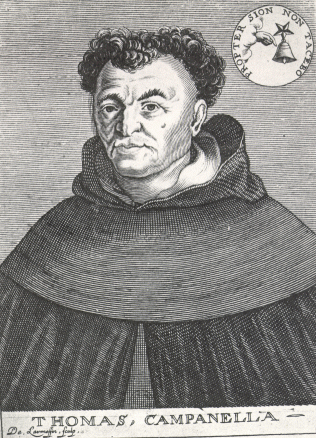
Retrato de Tomás Campanella con su lema Numquam tacebo ("Nunca callaré)

''La ciudad del Sol es, en definitiva, la apuesta por un nuevo orden religioso, político y social, basado en el ideal de la monarquía cristiana universal de Campanella. La obra constituye un compendio de la sociedad mundial, gobernada por una sola espada civil y religiosa, en la cual, lograda la felicidad y cumplida la justicia social, la providencia divina ha determinado el fin de la historia. Pero La ciudad del sol no deja de reflejar un mundo totalitario, donde la existencia de los solares discurre sin familia ni propiedad alguna, de un modo completamente reglamentado y respondiendo de todos sus actos —e incluso pensamientos— ante el poder. En este sentido, si bien la utopía del dominico es renacentista por la fe en el progreso y la instrucción, la presencia de elementos astrales y la influencia platónica le confieren una singularidad acorde con la personalidad controvertida de su creador».